# Kostelec (kraj Wysoczyna)
Kostelec – miejscowość i gmina (obec) w Czechach, w kraju Wysoczyna, w powiecie Igława. W 2022 roku liczyła 869 mieszkańców.